# John Martel

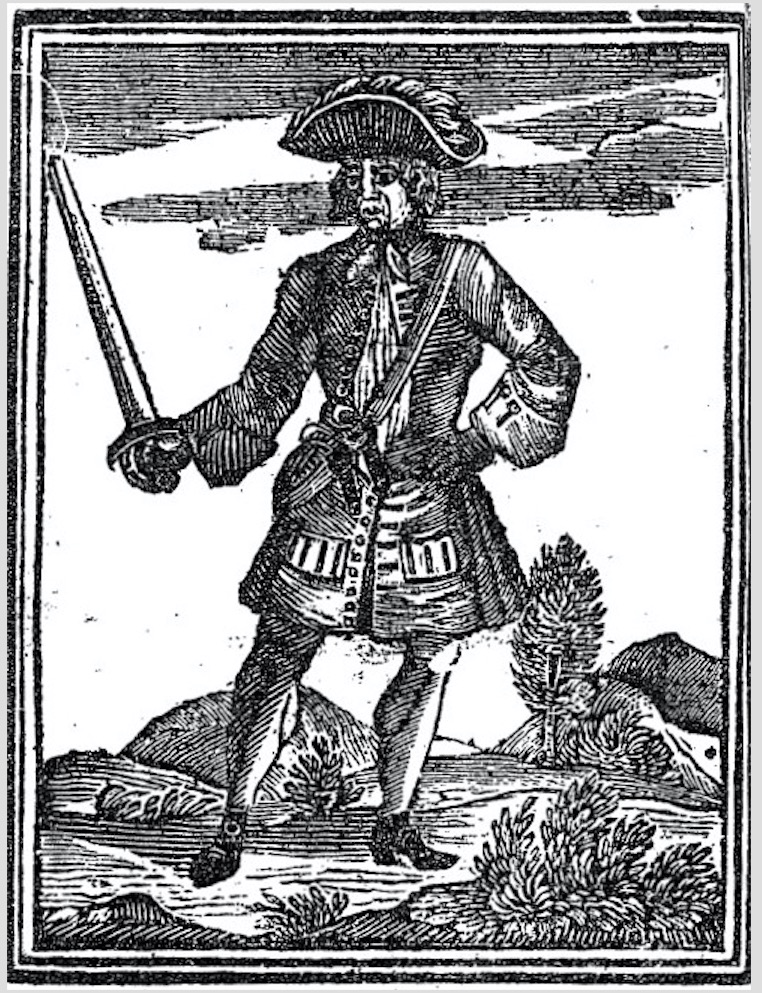
Abbildung von John Martel aus Johnson: "A General History of the Pyrates", 1724.

John Martel (bl. 1716–1718, Vorname gelegentlich auch James und ursprünglich Jean) war ein französischer Pirat in der Karibik.

## Leben

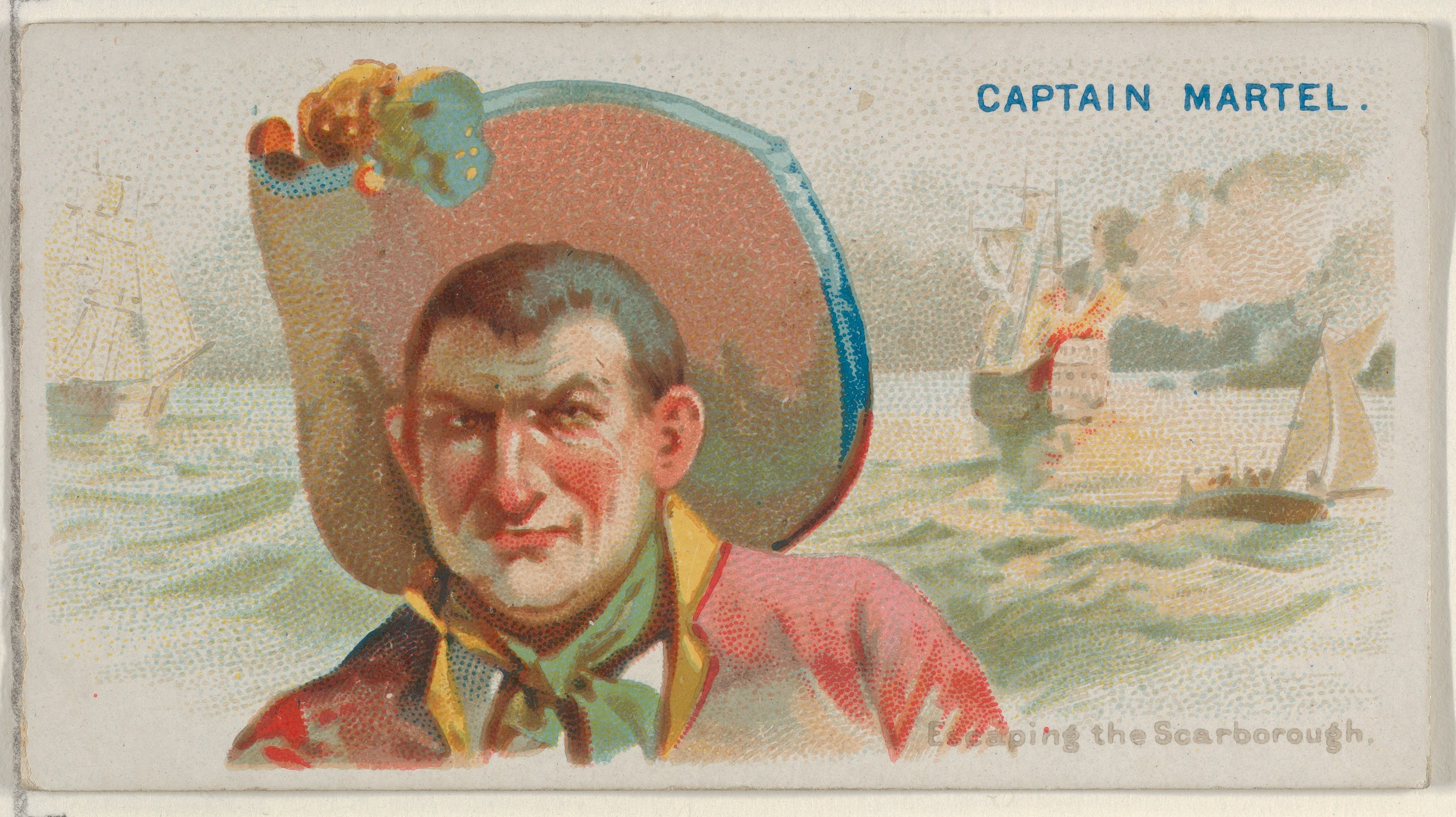
Zigarettenbild Captain Martel, Escaping the Scarborough, aus der Serie Pirates of the Spanish Main (N19) für Allen & Ginter Cigarettes

Martels bekannter Lebenslauf begann als Kaperer während des Spanischen Erbfolgekriegs; er wandte er sich der Piraterie zu, als der Krieg mit dem Frieden von Utrecht endete. Im September 1716 kaperte er mit seiner 8-Kanonen-Slup und 80 Mann Besatzung mehrere Schiffe im Seegebiet um Jamaika. Dabei tauschte er bald seine kleineren Schiffe gegen größere Prisen aus und behielt die besten Schiffe für seine wachsende Flotte. Eine Reihe gefangener Seeleute zwang er zwar zum Dienst auf seinen Schiffen, aber meistens ließ er die Gefangenen wieder frei. In einem Fall tauschte er mit dem Kapitän eines erbeuteten Schiffs; er übernahm dessen Fahrzeug, überließ ihm dafür eine seiner Prisen und ließ ihn wieder ziehen.
Ende 1716 hatte Martel ein neues Flaggschiff mit 22 Kanonen und 100 Mann Besatzung; damit lief er die Insel Saint Croix an, um sich zu versorgen und das Schiff zu kielholen. Als man auf Jamaika von seinem Aufenthaltsort erfuhr, wurde das Kriegsschiff HMS Scarborough unter Francis Hume entsandt, um ihn zur Strecke zu bringen. Hume fand Martels Flottille im Januar 1717. Er versenkte eine der Piratenslups, zerstörte die von den Piraten angelegte Küstenbatterie und ankerte anschließend vor der Küste. Bei dem Versuch, mit seinem Flaggschiff zu entkommen, lief Martel auf Grund. Er ließ das Schiff daraufhin verbrennen (zusammen mit einigen gefangenen Sklaven, die noch an Bord waren) und rettete sich auf eine erbeutete Slup, auf der er sich zusammen mit einem kleinen Teil seiner Mannschaft absetzen konnte. Der Rest seiner Mannschaft versteckte sich auf der Insel, während Hume die übrigen Schiffe ausräumte und wegschleppte.
Später im selben Monat liefen Samuel Bellamy und sein Partner Paulsgrave Williams Saint Croix für Reparaturen und Vorräte an. Vom Ufer aus wurden sie von Seeleuten angerufen, die von Martels Mannschaft übrig waren und die sich Bellamy bald anschlossen. Bellamy fuhr daraufhin wieder ab, noch bevor die HMS Scarborough zurückkehren konnte. Oft wird angeführt, Blackbeard habe gegen die Scarborough gekämpft, aber ein solcher Zwischenfall kommt in den Logbüchern der Royal Navy nicht vor. Es ist anzunehmen, dass spätere Autoren nicht immer zwischen Blackbeards Zusammenstoß mit der HMS Seaford und Martels Gefecht mit der HMS Scarborough unterschieden haben.
Humes Belohnung u. a. für die Operation gegen Martel war das Kommando über ein deutlich größeres Kriegsschiff, die HMS Bedford. Martel selbst verschwand nach seiner gelungenen Flucht vor Hume. Manche Quellen geben an, er habe sich der "Königlichen Begnadigung" von König Georg I. unterworfen, einer im Herbst 1717 erlassenen Amnestie für alle Piraten, die sich innerhalb eines Jahres auslieferten.